# Protocatecuato 4,5-diossigenasi
La protocatecuato 4,5-diossigenasi è un enzima appartenente alla classe delle ossidoreduttasi, che catalizza la seguente reazione:
protocatecuato + O2 ⇄ 4-carbossi-2-idrossimuconato semialdeide
L'enzima richiede Fe2+.